# あたご型護衛艦
あたご型護衛艦（あたごがたごえいかん、英語: Atago-class destroyer）は、海上自衛隊のミサイル搭載型護衛艦（DDG）の艦級。海自初のイージス艦であるこんごう型（63DDG）を元に、船体を延長して艦載ヘリコプターの運用に対応するとともにイージスシステムを更新した発展型であり、たちかぜ型（46・48DDG）の代艦として、13中期防において2隻が建造された。ネームシップの建造単価は約1,475億円であった。

## 来歴
海上自衛隊は、第1次防衛力整備計画期間中の「あまつかぜ」（35DDG）によって、ターター・システムを搭載したミサイル護衛艦（DDG）の整備に着手した。その後、第3次防衛力整備計画より建造を開始したたちかぜ型（46DDG）3隻でシステムのデジタル化と海軍戦術情報システム（NTDS）に準じた戦術情報処理装置の導入、そして五三中業より建造を開始したはたかぜ型（56DDG）2隻ではCIC能力の強化とともにプラットフォームのガスタービン化も達成するなど、順次に性能強化を図っており、とくにはたかぜ型については在来型ミサイル護衛艦の頂点に立つものと評されていた。
またこれと並行して、1981年ごろからは新世代の防空武器システムであるイージスシステム（AWS）の導入が模索されており、これを搭載するイージス艦として、まず61・03中期防でこんごう型（63DDG）4隻が建造された。これにより、既存のミサイル護衛艦とあわせて、8艦8機体制の4個護衛隊群の所要であるミサイル護衛艦4隻体制を充足した。
しかし2000年代においては、老朽化に伴ってたちかぜ型（46DDG）が耐用年数を迎える見込みとなっており、護衛隊群の編制を維持するためには、更に2隻のミサイル護衛艦を建造する必要があった。このことから、13中期防において、搭載システムの更新や航空運用能力の強化を図った7,750トン型DDG 2隻が建造されることになった。これが本型である。

## 設計
基本的には、こんごう型（63DDG）の性能向上型となっている。基本計画番号はF122。

### 船体
基本的には、こんごう型を元にしてヘリコプター格納庫を設置し、全長にして4メートル船体を延長することで、基準排水量にして450トン大型化した設計となっている。アーレイ・バーク級ミサイル駆逐艦より大型化した上部構造物、遮浪甲板船型と、後甲板両舷の「ミニ・オランダ坂」様の造作もこんごう型から踏襲されている。
外見上での変更点はステルス艦化である。こんごう型で採用された傾斜船型はステルス性の面でも恩恵があったことから、本型では当初からステルス性に配慮した設計が行われた。例えばマストは、こんごう型では頑丈だがレーダー反射断面積が大きい在来型のトラス式であったのに対し、本型では、おおすみ型輸送艦（05LST）やうらが型掃海母艦（06MST）と同様の、平面構成で後方への傾斜が付いた塔型マストへ変更されている。また舷梯は艦内に収容するタイプとなり、補給用ポストにも傾斜が付されている。煙突も、こんごう型では四角を丸く整形したものであったのに対し、本型では、エッジの立った平面構成のものに変更された。主砲の防盾もステルス形状が採用されている。
なお搭載艇としては、こんごう型を含めた従来の護衛艦で用いられてきた7.9メートル内火艇にかえて、より大型の11メートル作業艇が採用された。煙突両舷の01甲板レベルに設けられたダビットに各1隻ずつ搭載している。また後部01甲板左舷には6.3メートル複合型作業艇1隻も搭載されており、こちらは小型の折畳み式クレーンで着水揚収作業を行うこととされている。

### 機関
機関部については、区画配置や主機関の機種・出力も含めて、こんごう型が踏襲されている。主機関はゼネラル・エレクトリック LM2500ガスタービンエンジン（石川島播磨重工業によるライセンス生産機）、COGAG方式で主機関4基により推進器（5翼のスキュー付き可変ピッチ・プロペラ）2軸を駆動する方式である。
機関区画は抗堪性に配慮してシフト配置とされており、前方の第1機械室が左舷軸、補機室（第2発電機室）を挟んで後方の第2機械室が右舷軸を駆動する方式とされた。またこれら機械室の前後にそれぞれ第1・3発電機室が配されており、この5つの区画で機関区画を構成している。
主発電機は、搭載数は3基とこんごう型と同数であるが、1基あたりの出力は、こんごう型では2,500キロワットであったのに対し、本型では2,800キロワットに強化されている。原動機はいずれもガスタービンである。

## 装備

### イージス武器システム (AWS)

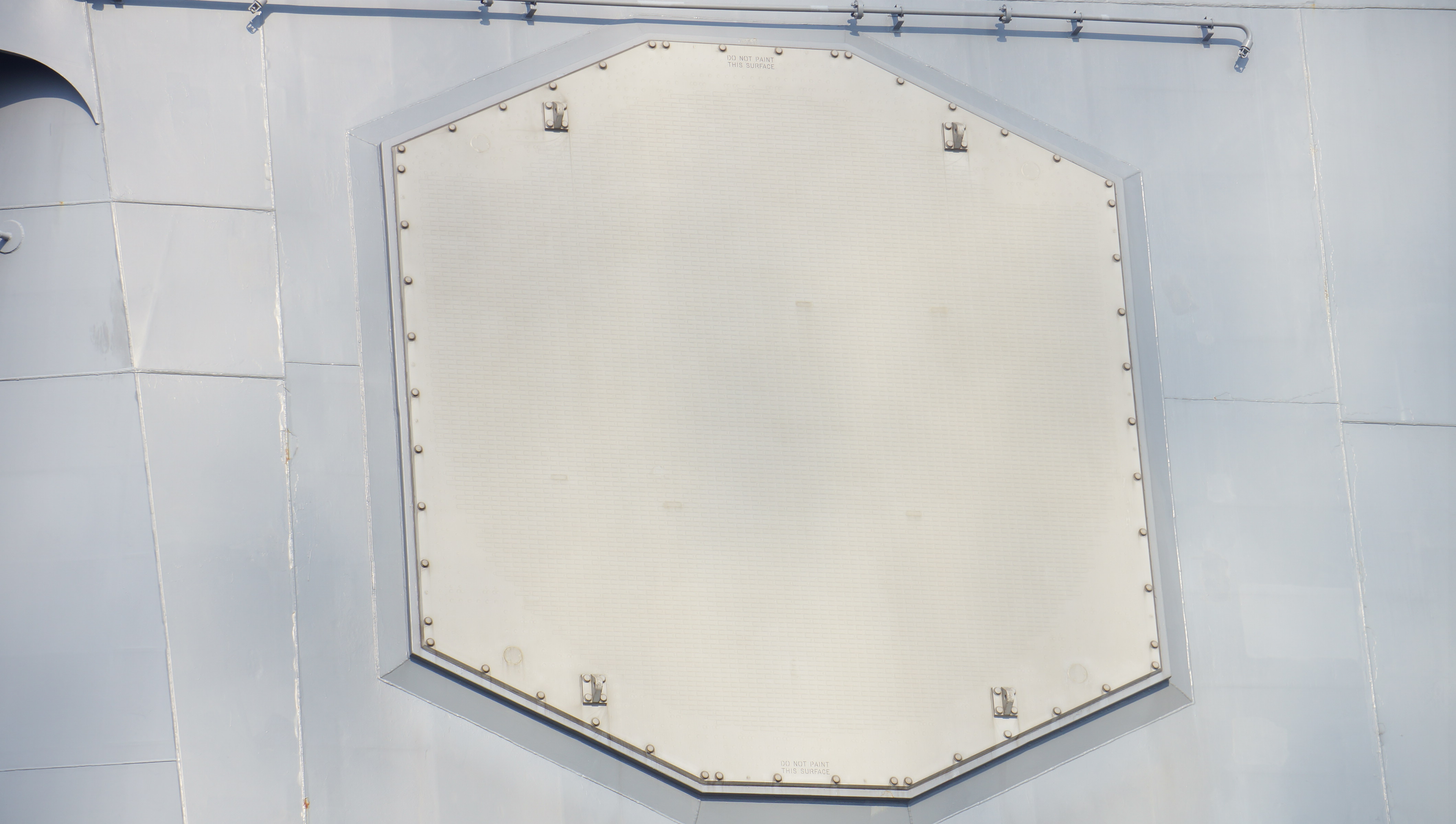
SPY-1D(V)のPESAアンテナ

上記の経緯より、本型の中核的な装備となるのがイージス武器システム（AWS）である。バージョンは、こんごう型がベースライン4（1 - 3番艦）・5（4番艦）であったのに対して、COTS化・分散システム化された最新のベースライン7.1Jに準じた仕様に進化している。制式番号はMk.7 mod.6(V)ないしMk.7 mod.19であった。搭載している全ての戦闘システムは、イージス武器システム（AWS）の戦術情報処理装置である指揮決定システム（C&D Mk.3 mod.2）および武器管制システム（WCS Mk.9 mod.2）、情報表示システム（ADS Mk.7 mod.2）に連接されている。また後述のイージスBMD5.0CUの導入にあわせて、AWSもベースライン9に準じた仕様へとバージョンアップされ、J6と称される。この改修により、対空戦（AAW）機能とミサイル防衛（BMD）機能を両立した、IAMD（integrated air and missile defense）が実現されるとともに、共同交戦能力（CEC）にも対応するとされている。2021年現在、本型へのCECの導入は実現しておらず、まや型が先行導入する形になっているが、近い将来に導入して、同じベースライン管理になるものと推測されている。
その中核となる多機能レーダーはAN/SPY-1D(V)である。こんごう型に搭載されていたSPY-1Dの改良型で、天頂方向の捜索追尾能力が強化されているほか、SPY-1Dにおいて弱点とされていた低高度小型高速目標の捕捉能力が改善されているとされる。また装備要領としては、固定式4面のパッシブ・フェーズドアレイ（PESA）アンテナを艦橋構造物周囲四方に固定配置する点では同様だが、ヘリコプター用の格納庫が設置されたことから、レーダー射界確保のため、後部のアンテナ2面については装備位置を1甲板レベル上げている。
本級のミサイル装備の中心となるのが、Mk.41 mod.20 VLSである。これはこんごう型で搭載されたmod.6とほぼ同様であるが、mod.6では前後それぞれ3セル分のスペースを再装填用クレーンに転用していたのに対し、洋上での再装填作業は危険を伴い、実際にはほとんど行われなかったことから、本機では廃止され、その分もミサイル・セルによって充足されている。またヘリコプター格納庫などを新設した関係から、艦首側と艦尾側の発射機の配置が逆転しており、前甲板に64セル、後甲板に32セルとなっている。
搭載する艦対空ミサイルは、セミアクティブ・レーダー・ホーミング誘導を基本として赤外線センサを付加したSM-2ブロックIIIB（米海軍呼称RIM-66M-5）が採用された。また終末誘導を行うためのイルミネーターとしては、AN/SPG-62を艦橋構造物上部に1基、後部に2基の、計3基を搭載する。この装備要領はこんごう型と同様である。なお、アメリカ海軍のベースライン9搭載艦では長射程のSM-6の運用にも対応しているが、本型がこれを搭載してNIFC-CAに対応するかは不明となっている。
なお、戦闘指揮所 (CIC) の後方には、司令部作戦室（FIC）が設置されている。これは司令部用のCICというべきもので、こんごう型ではCICに付属する小部屋程度であったのに対して大幅に拡充されている。各種の作戦情報を集約するため、壁面には大型ディスプレイが設置されている。またディスプレイを埋め込んだかたちのテーブルが中央に設けられており、指揮官席のほか、両側5名ずつの幕僚が向かい合わせに着席できるようになっている。

#### レーダー

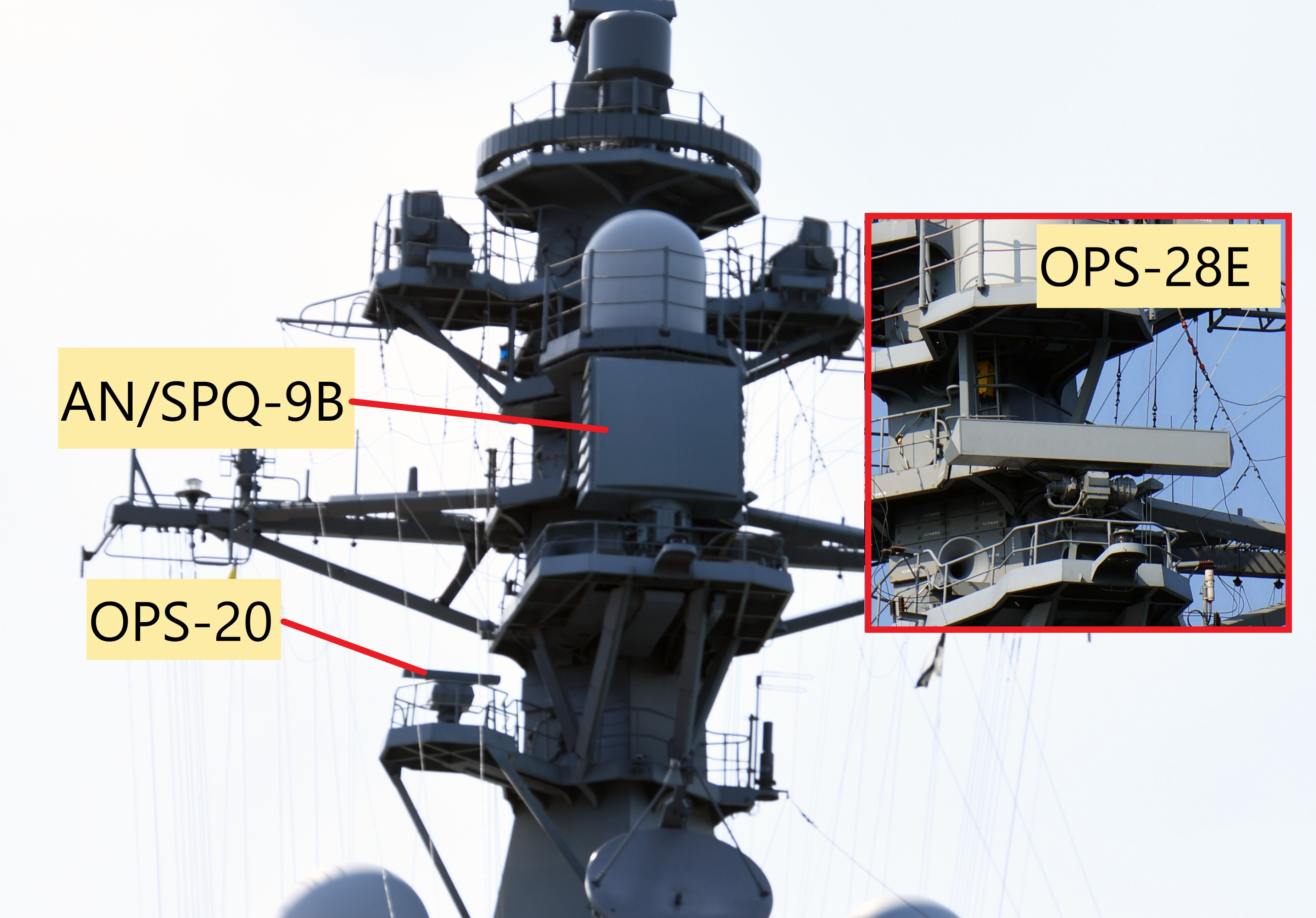
対水上レーダー換装後のマスト（右は換装前のOPS-28）

先述の通り、中核となる多機能レーダーはAN/SPY-1D(V)である。一方、対水上捜索用のレーダーとしては、当初こんごう型と同系列のOPS-28Eを搭載した。これは遠距離での精密捜索能力に優れており、水上の目標のみならず、低空を飛行する巡航ミサイル（シースキマー）などの探知にも使用されることとなっていた。その後、ベースライン9への改修に伴って、OPS-28EはAN/SPQ-9Bに換装された。
このほか、通常航海用としてOPS-20も装備する。

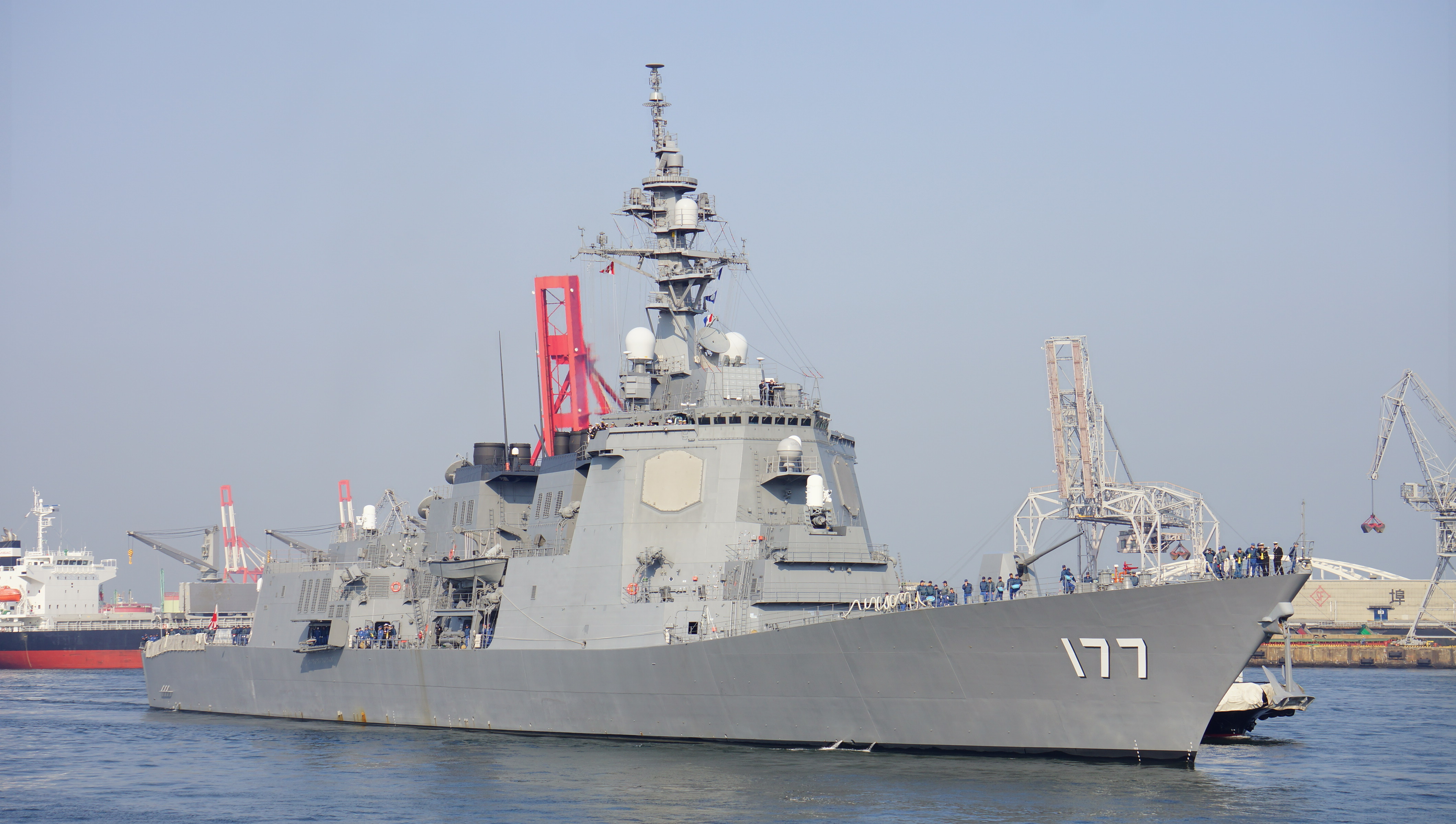
あたご（対水上レーダー換装前）
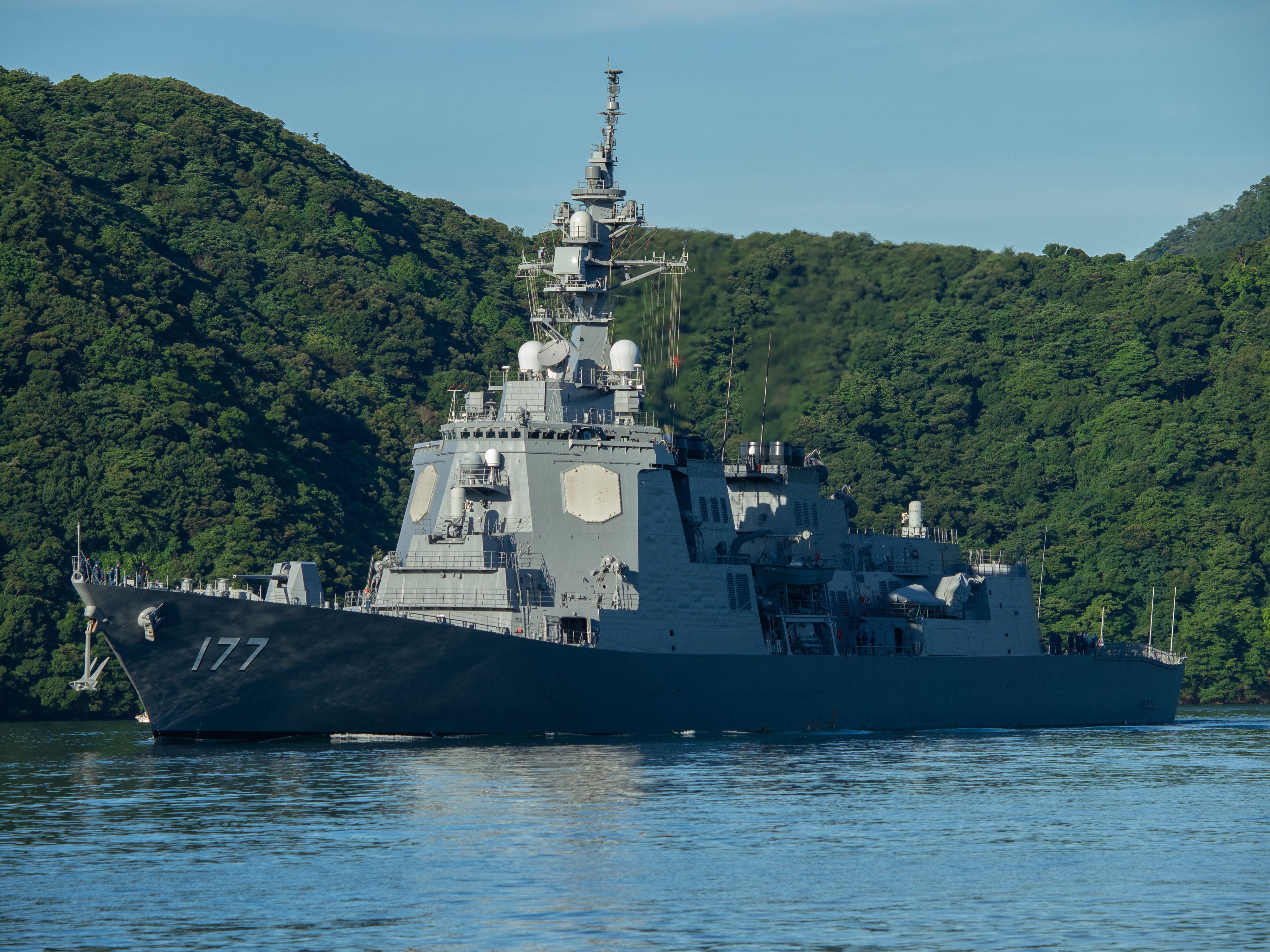
あたご（対水上レーダー換装後）
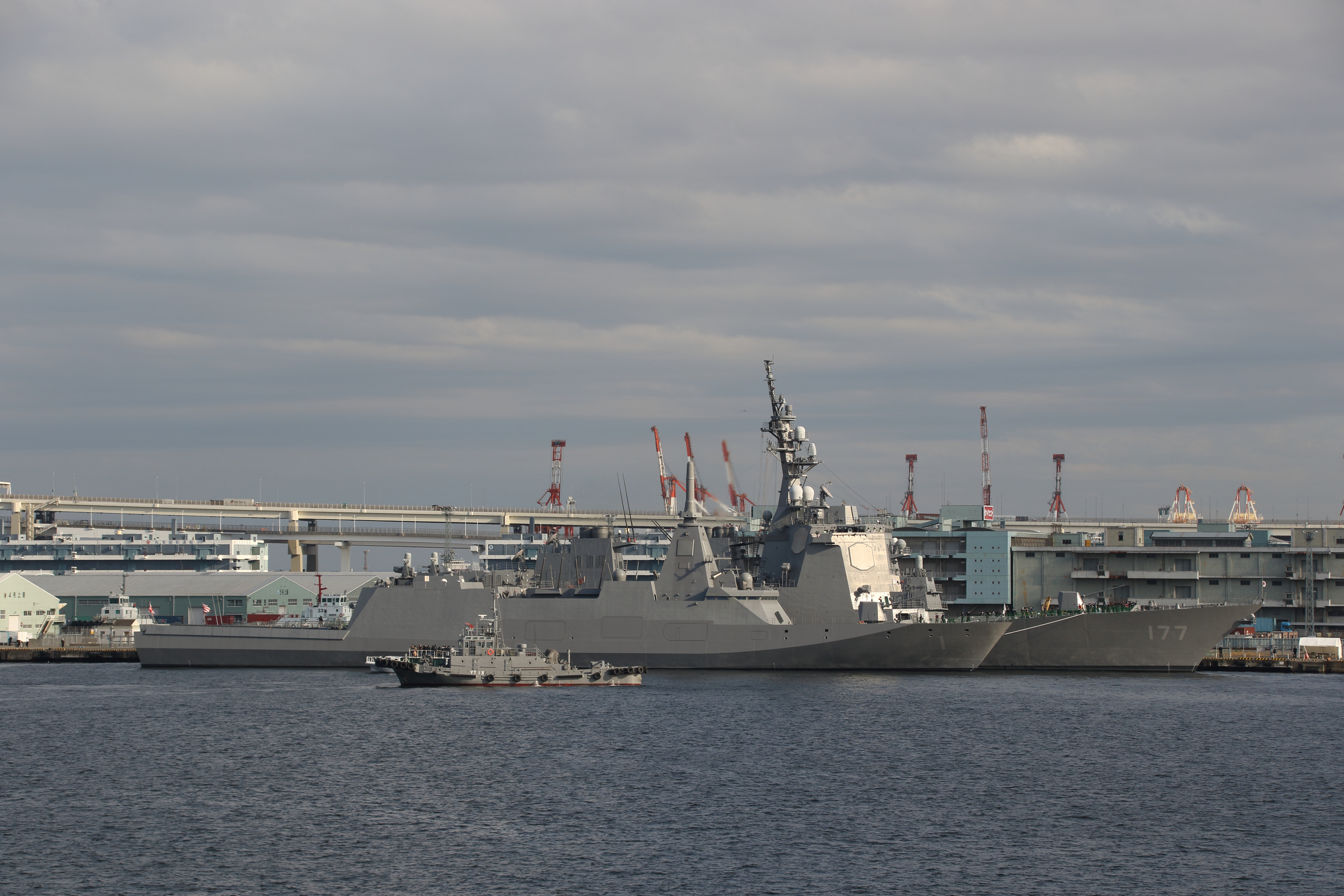
山下ふ頭に停泊する「もがみ」と低視認性塗装とされた「あたご」

#### ミサイル防衛能力
こんごう型と違い、竣工当初からミサイル防衛での使用を考慮して建造されているが、竣工当初は弾道ミサイルの捜索・追尾のみ可能とされ、弾道弾迎撃ミサイルの発射能力は有しなかった。その後23中期防で、AWSのバージョンアップとともにイージスBMD5.0CUシステムを導入して、弾道弾迎撃ミサイル発射能力を付与することが決定した。平成24年度予算から複数年度に亘ってBMD艦化改修費が予算化されており、「あたご」は2016年7月から、「あしがら」は2017年7月から改修工事を行った。その後「あたご」は2018年9月12日に行われたJFTM-05においてSM-3ブロック1B発射による迎撃試験を行い成功。「あしがら」については、2022年11月現在SM-3の発射試験は行われていないものの、2019年11月に行われたJTX-06にてSM-3発射を伴わない模擬弾道ミサイル標的の迎撃試験を行っている。

### 対潜戦

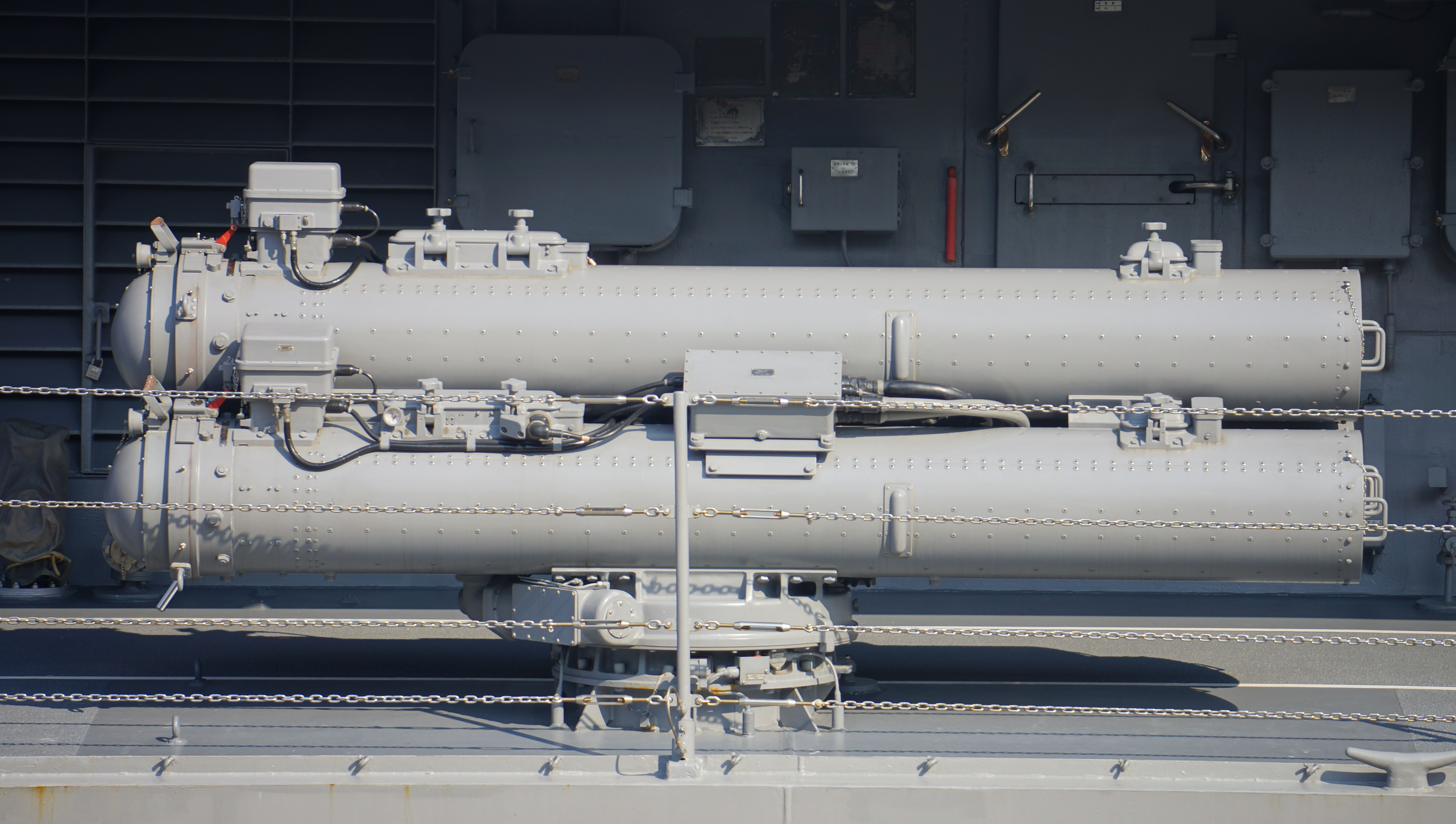
水上発射管HOS-302

こんごう型においては、AN/SQQ-89をモデルとして、OYQ-102対潜情報処理装置を中核とした国産の対潜戦システムが搭載されていた。一方AN/SQQ-89は、(V)15において、AWSベースライン7と同様にCOTS化された分散システムに移行した。これは米海軍のアーレイ・バーク級フライトIIAで装備化されており、本型でも、AN/SQQ-89(V)15Jを導入した。これに伴い、艦装備のソナーも、アメリカ製のAN/SQS-53Cに変更されており、こんごう型のOQS-102よりもバウ・ドームが小さくなった。なお、こんごう型では曳航ソナーが搭載されていたのに対し、「あたご」では省かれた。ただし装備スペースは残されており、「あしがら」ではこんごう型と同じOQR-2が搭載された。「あたご」も後日OQR-2を搭載し、2017年に行われた改装でOQR-2をAN/SQR-20 MFTAに換装している。それに伴いASWCSはAN/SQQ-89A(V)15Jにアップグレードされている。なお、「あしがら」についてもOQR-2からAN/SQR-20 MFTAへ換装されており、ASWCSもAN/SQQ-89A(V)15Jにアップグレードされている。
対潜兵器はこんごう型と同構成であり、Mk.41 VLSから発射される垂直発射式アスロック（VLA）とともに、後部上構付近の両舷には、Mk.46 mod.5短魚雷用の324mm3連装短魚雷発射管（水上発射管HOS-302）を装備している。

### 対水上戦

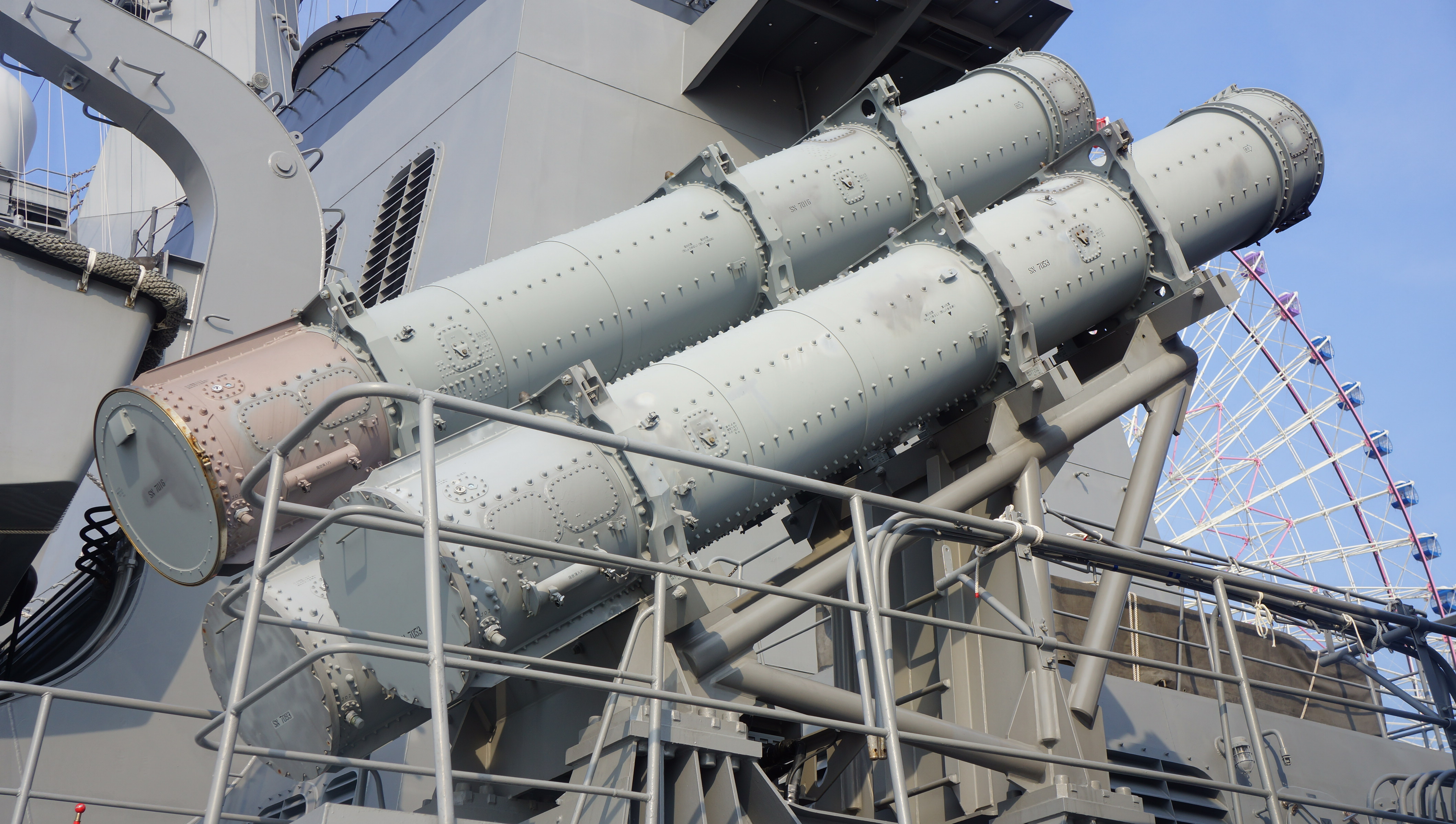
90式艦対艦誘導弾の発射筒を3基搭載した状態

対水上打撃力として、こんごう型ではアメリカ製のハープーン 艦対艦ミサイルの4連装発射筒が搭載されていたが、本型では、第2世代汎用護衛艦と同じく、国産の90式艦対艦誘導弾（SSM-1B）に変更されている。攻撃管制用の艦上装置としては、艦対艦ミサイル艦上装置2型（SSMS-2B-1）が搭載されている。

### 砲熕兵器

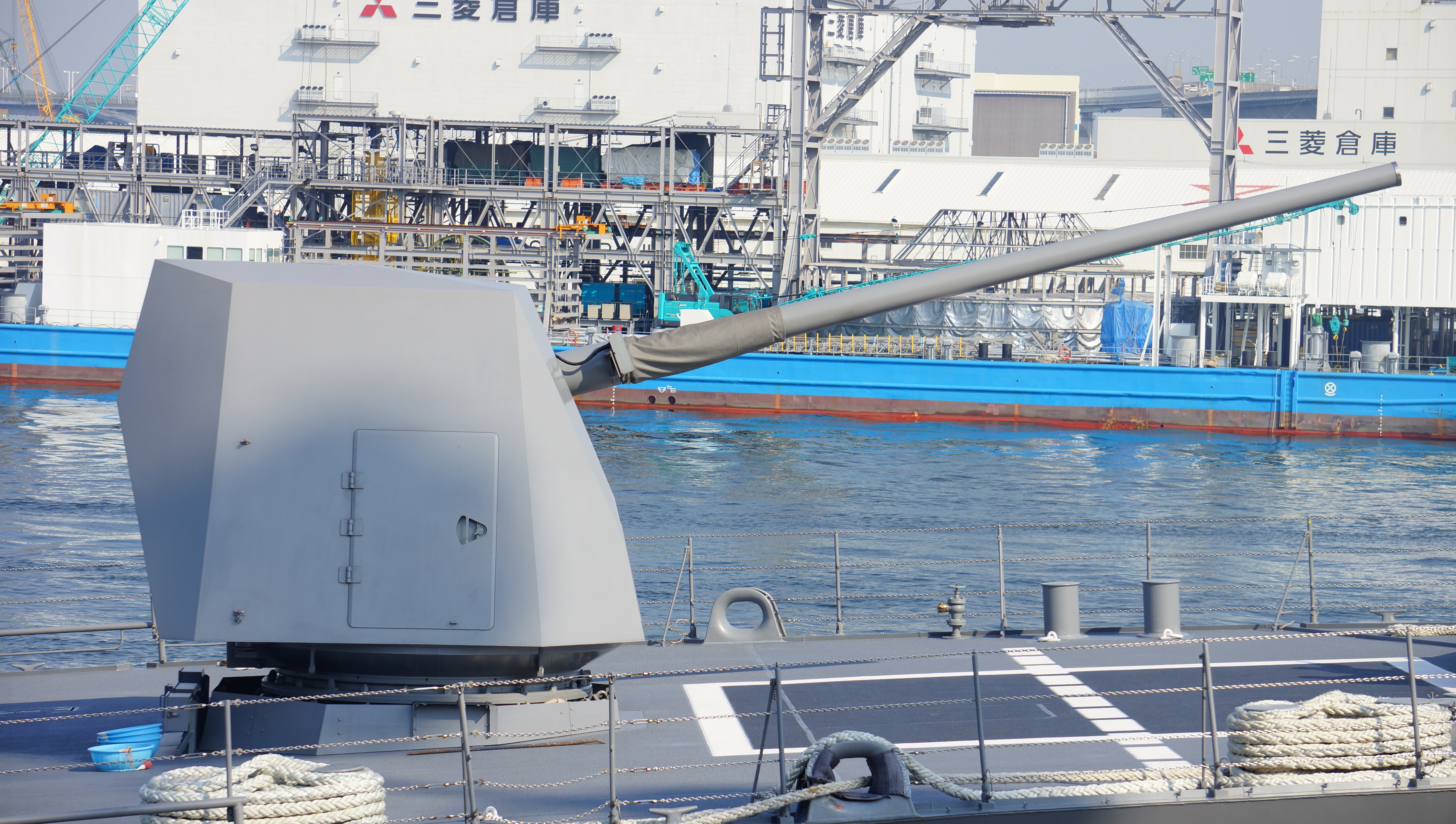
62口径5インチ単装砲（Mk.45 mod.4）

主砲は、こんごう型のオート・メラーラ製54口径127mm単装速射砲（127mmコンパット砲）にかえて、シールドのステルス化を図ったアメリカ海軍制式の最新型である62口径5インチ砲（127mm単装砲）が搭載される。砲システムの形式名としてはMk.34 mod.9とされている。
Mk.45シリーズはアーレイバーク級でも搭載されているもので、当初より対空性能には重きが置かれていなかったことから、127mmコンパット砲に比べて発射速度や旋回・俯仰速度ともに低下している。しかしイージスシステムとの適合性がよく、こんごう型では砲射撃指揮装置としてFCS-2を搭載したのに対し、本型ではその機能はイージスシステムに統合されている。また光学方位盤としてMk.46 OSS (光学照準システム)も装備されているが、これはAWSのアップデートにあわせてMk.20 EOSSに換装される予定となっている。なお本型搭載のMk.45 mod.4は、従来のMk.45シリーズよりも砲身を8口径分延長している。通常砲弾は従来の54口径砲と同規格であり、この場合は砲口初速や射程・射高も従来通りとなるが、ロケット補助推進（RAP）とGPS誘導を導入したLRLAP弾が開発されており、こちらを使用すると最大91キロメートルという長射程を発揮できるとされている。
近接防空火器（CIWS）としては、高性能20mm機関砲を搭載する。本型では、FLIRを用いた光学照準による対水上射撃を可能にするなどの改良を加えたブロック1Bが搭載されている。

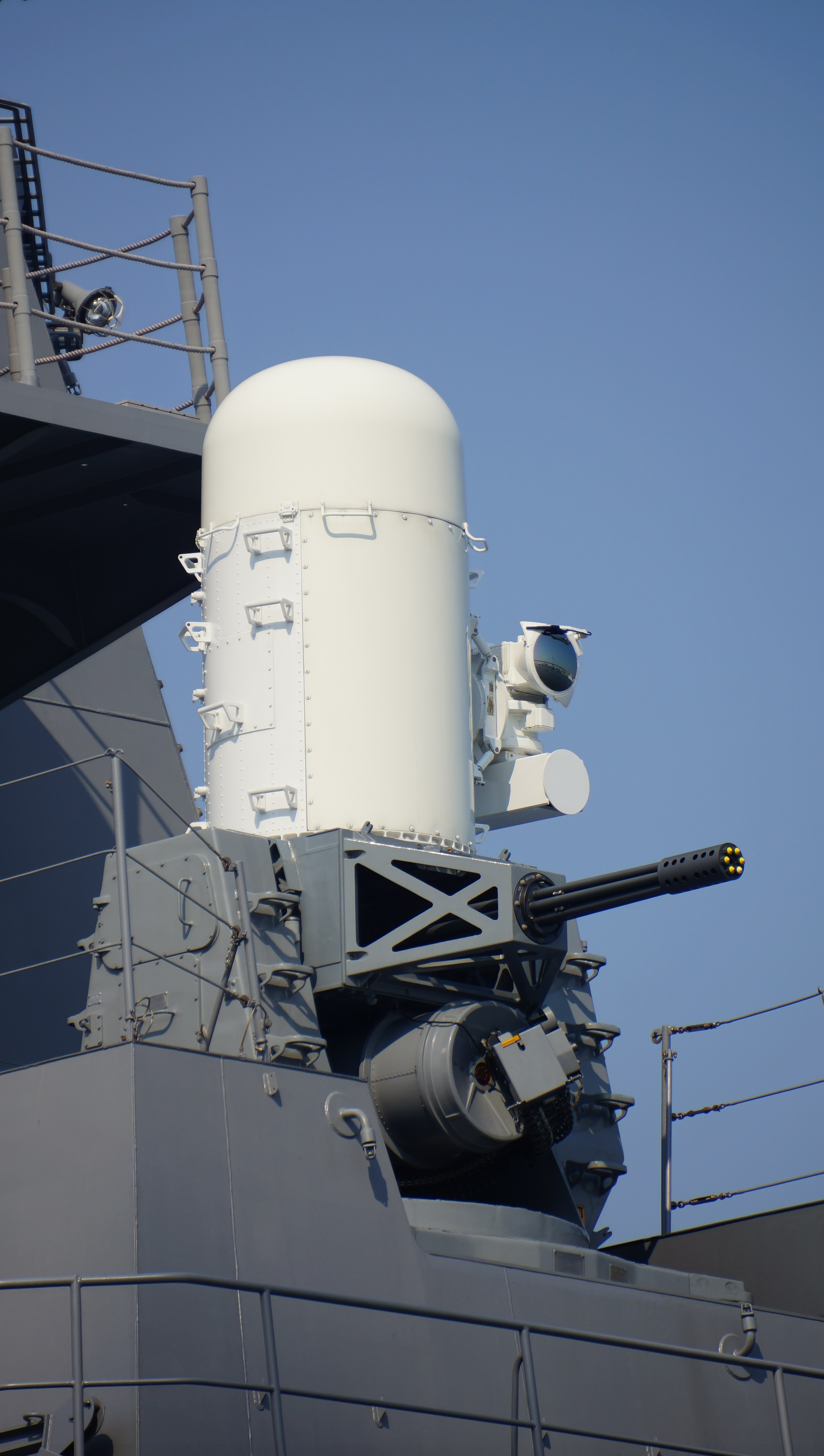
CIWS（Phalanx Block1B）

### 電子戦
アーレイ・バーク級は、電子戦装置としては、フライトIの時点では電子攻撃能力をもたないAN/SLQ-32(V)2電波探知装置しか搭載していなかった。このためもあり、こんごう型では、電子攻撃能力を備え、より精巧なNOLQ-2電波探知妨害装置を国産開発して搭載した。本型では、その小改良型であるNOLQ-2Bを搭載している。これはNOLQ-2と比べて一回り小型になっており、また構成平面には傾斜が付されている。
また、チャフやIRデコイ（フレア）、投棄型電波妨害機（EJ弾）を展開するため、他の護衛艦と同様にMk 36 SRBOC（チャフロケットシステム）を装備しており、そのMk.137 6連装デコイ発射機は4基が搭載される。装備位置は前部01甲板上である。

### 航空機

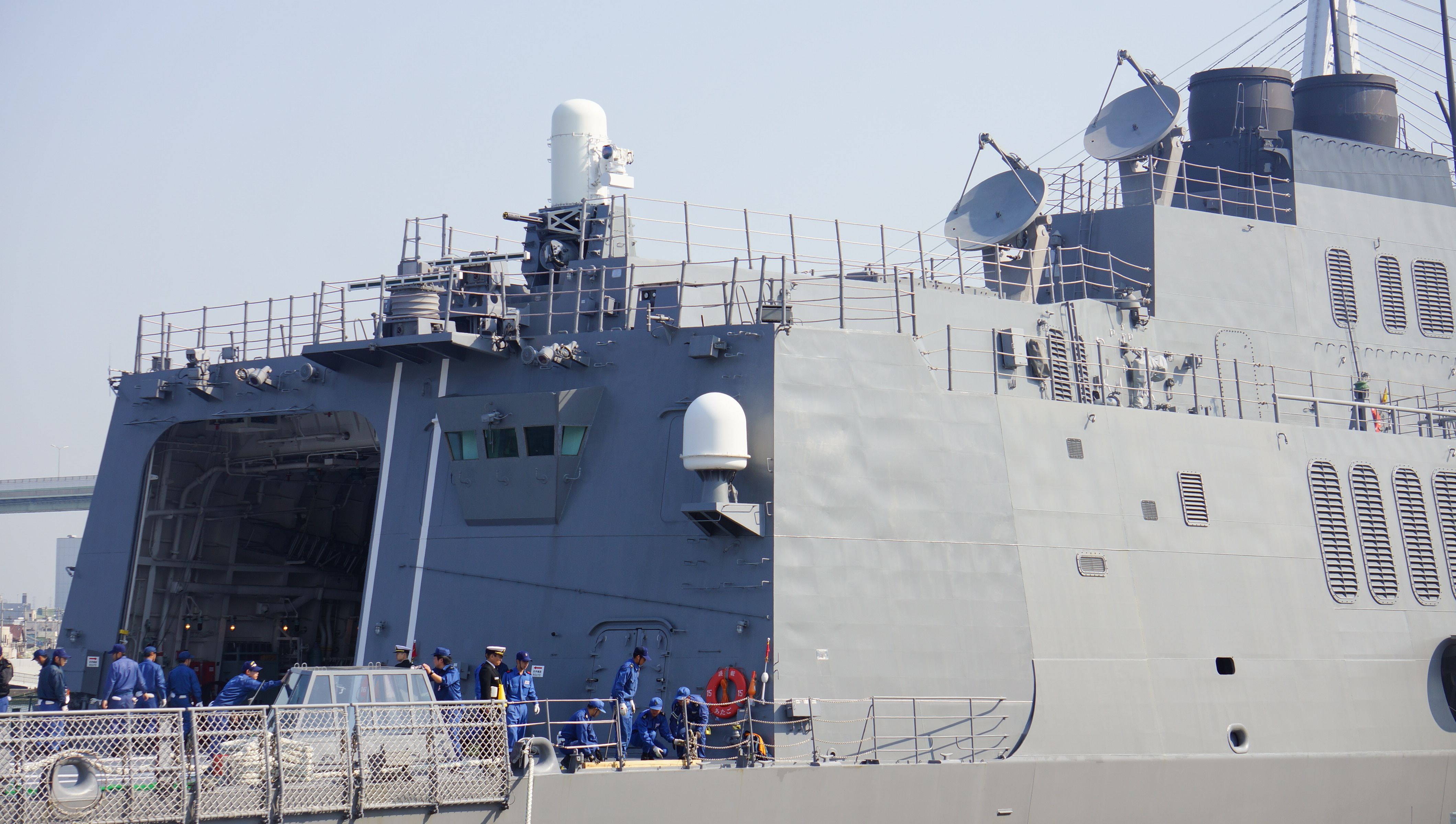
格納庫

上記のとおり、こんごう型からの最大の変更点が艦載ヘリコプターの搭載に対応した点である。
海自のミサイル護衛艦は、はたかぜ型で飛行甲板（ヘリコプター甲板）の設置、こんごう型ではヘリコプター・データリンクへの対応と、順次に航空運用能力を強化してきた。そして本型では、ミサイル護衛艦として初めてSH-60JないしSH-60K 哨戒ヘリコプター1機を搭載可能な格納庫を設置するとともに、ORN-6戦術航法装置（TACAN）も装備した。なお、計画段階ではアーレイ・バーク級フライトIIAと同様に2機分のハンガーを確保する予定だったが、詳細設計の段階で、整備区画や弾庫などの関連区画を確保するかわりに1機に減らされたといわれている。
ヘリコプター甲板は、汎用護衛艦と同じく長さ25メートルを確保している。ただし、発着艦支援装置の機体移送軌条は設置されているものの、拘束装置自体を含めて、航空動力室などの機器類は後日装備とされている。また航空要員も配員されていないため、必要に応じて、居住区の2段ベッドを3段に変更するなどして対処する必要がある。

## 新旧ミサイル護衛艦の比較
|          |            | まや型                                | あたご型                             | こんごう型                           | はたかぜ型                               | たちかぜ型                               | あまつかぜ (最終状態)                    |
| -------- | ---------- | ------------------------------------- | ------------------------------------ | ------------------------------------ | ---------------------------------------- | ---------------------------------------- | ---------------------------------------- |
| 船体     | 基準排水量 | 8,200 t                               | 7,750 t                              | 7,250 t                              | 4,600 t                                  | 3,850 t                                  | 3,050 t                                  |
| 船体     | 満載排水量 | 10,250 t                              | 10,000 t                             | 9,485 t                              | 5,900 t                                  | 5,200 t                                  | 4,000 t                                  |
| 船体     | 全長       | 170 m                                 | 165 m                                | 161 m                                | 150 m                                    | 143 m                                    | 131 m                                    |
| 船体     | 全幅       | 21.0 m                                | 21.0 m                               | 21.0 m                               | 16.8 m                                   | 14.3 m                                   | 13.4 m                                   |
| 主機     | 機関       | ガスタービン                          | ガスタービン                         | ガスタービン                         | ガスタービン                             | 蒸気タービン                             | 蒸気タービン                             |
| 主機     | 方式       | COGLAG                                | COGAG                                | COGAG                                | COGAG                                    | ギアード・タービン                       | ギアード・タービン                       |
| 主機     | 出力       | 69,000 ps                             | 100,000 ps                           | 100,000 ps                           | 70,000 ps                                | 60,000 ps                                | 60,000 ps                                |
| 主機     | 速力       | 30 kt                                 | 30 kt                                | 30 kt                                | 30 kt                                    | 32 kt                                    | 33 kt                                    |
| 兵装     | 砲熕       | 62口径5インチ単装砲×1基               | 62口径5インチ単装砲×1基              | 54口径127ミリ単装砲×1基              | 54口径5インチ単装砲×2基                  | 54口径5インチ単装砲×2基                  | 50口径76mm連装砲×2基                     |
| 兵装     | 砲熕       | 高性能20mm機関砲×2基                  |                                      |                                      |                                          |                                          | 50口径76mm連装砲×2基                     |
| 兵装     | 砲熕       | ―                                     | ―                                    | ―                                    | ―                                        | ―                                        | ヘッジホッグ対潜迫撃砲×2基               |
| 兵装     | ミサイル   | Mk.41 VLS×96セル (SM-2MR, SM-3, 07式) | Mk.41 VLS×96セル (SM-2MR, SM-3, VLA) | Mk.41 VLS×90セル (SM-2MR, SM-3, VLA) | Mk.13 単装発射機×1基 (SM-1MR,ハープーン) | Mk.13 単装発射機×1基 (SM-1MR,ハープーン) | Mk.13 単装発射機×1基 (SM-1MR,ハープーン) |
| 兵装     | ミサイル   | Mk.41 VLS×96セル (SM-2MR, SM-3, 07式) | Mk.41 VLS×96セル (SM-2MR, SM-3, VLA) | Mk.41 VLS×90セル (SM-2MR, SM-3, VLA) | 74式8連装発射機×1基 (アスロック)         |                                          |                                          |
| 兵装     | ミサイル   | SSM4連装発射筒×2基                    | 90式 4連装発射筒×2基                 | ハープーン 4連装発射筒×2基           | ハープーン 4連装発射筒×2基               | ―                                        | ―                                        |
| 兵装     | 水雷       | 3連装短魚雷発射管×2基                 | 3連装短魚雷発射管×2基                | 3連装短魚雷発射管×2基                | 3連装短魚雷発射管×2基                    | 3連装短魚雷発射管×2基                    | 3連装短魚雷発射管×2基                    |
| 艦載機   | 艦載機     | SH-60K×1機                            | SH-60J/K×1機                         | ヘリコプター甲板のみ                 | ヘリコプター甲板のみ                     | ―                                        | ―                                        |
| 同型艦数 | 同型艦数   | 2隻                                   | 2隻                                  | 4隻                                  | 2隻（練習艦）                            | 3隻（退役）                              | 1隻（退役）                              |

## 同型艦一覧
| 艦番号  | 艦名     | 建造                  | 起工                       | 進水                        | 竣工                        | 所属                                |
| ------- | -------- | --------------------- | -------------------------- | --------------------------- | --------------------------- | ----------------------------------- |
| DDG-177 | あたご   | 三菱重工業 長崎造船所 | 2004年 （平成16年） 4月5日 | 2005年 （平成17年） 8月24日 | 2007年 （平成19年） 3月15日 | 第3護衛隊群第3護衛隊 （舞鶴基地）   |
| DDG-178 | あしがら | 三菱重工業 長崎造船所 | 2005年 （平成17年） 4月6日 | 2006年 （平成18年） 8月30日 | 2008年 （平成20年） 3月13日 | 第2護衛隊群第2護衛隊 （佐世保基地） |

## 登場作品

### 映画
『バトルシップ』
「あたご」が登場。冒頭にて、むらさめ型護衛艦「あけぼの」とともに、リムパック演習に参加するためパールハーバーに停泊しており、その後、リムパック演習に参加している様子が映されている。
また、CGモデルとしても登場しており、艦番号を175に変更して、こんごう型護衛艦「みょうこう」として撮影が行われている。

### ドラマ
『沈黙の艦隊』
実写版配信ドラマ 『沈黙の艦隊 シーズン1 ～東京湾大海戦～』 にて「あしがら」が登場。第2護衛隊群司令、沼田徳治海将補の座乗艦として登場する。なお、原作で沼田司令が座乗していたのは当時の旗艦である「はるな」である。

### アニメ・漫画
『Z/X IGNITION』
アニメ版にて、防衛隊の艦艇として多数の同型艦が登場。
『ガーリー・エアフォース』
TVアニメ第4話に「あたご」が登場。イーグルと共にザイを迎撃する。なお原作小説の海自艦隊ではそれらしき艦は存在しない。
『空母いぶき』
「あたご」が登場。
第1話で尖閣諸島中国人上陸事件が起きた際に不法上陸者捕縛のために魚釣島近辺に派遣されたが、中国人民解放軍海軍の殲15に威嚇爆撃を受ける。1年後、航空機搭載型護衛艦「いぶき」を旗艦とする第5護衛隊群に所属している。
『コードギアス 反逆のルルーシュ』
日本海軍所属艦として、「7700トン型イージス護衛艦」と呼ばれていた頃の完成予想図に従った艦が2隻登場。
2010年8月の第二次太平洋戦争において、ブリタニア海軍の葉巻型潜水艦がVLSから放った魚雷により、撃沈されてしまう。
『ジパング』
あたご型護衛艦（7700トン型イージス護衛艦）をモデルにした架空のイージス護衛艦「みらい」が、突如として、第二次世界大戦時の太平洋戦争真っ只中にタイムスリップする。連載開始時は完成予想図の公開前だったため、「みらい」は現実のあたご型とは異なる部分が多い。
なお、最終話では国防軍の艦艇として就役した「みらい」が登場するが、現実であたご型が竣工したこともあり、ほとんど同じ艦影で描かれている。
『東のエデン』
アニメ版第11話に4隻の同型艦が登場。「迂闊な月曜日」「11発目のミサイル」と同様に、トマホーク巡航ミサイルを日本の主要政令都市に発射し、「60発のミサイル」事件の引き金となった。なお、実際のあたご型はトマホークを装備していない。
『名探偵コナン 絶海の探偵』
架空艦「DDG-170 ほたか」が登場。舞鶴港沖で体験航海を行っていた最中に艦内で殺人事件が発生し、乗艦していた江戸川コナンたちが事件に巻き込まれていく事になる。
相手を見つけ出すレーダーの驚異的な性能の説明を受けた少年探偵団から「海の名探偵」と称され、このことから、本作のタイトルがイージス艦を指していることが分かる。終盤では、何も手出しができないコナンに代わり、その性能をフル活用して遭難する毛利蘭の居場所を見つけ出した。
エンドロールでは、実写で「あたご」が登場しており、艦橋や戦闘指揮所・主砲の砲撃シーンなどが映されている。
『輪廻のラグランジェ』
移動型地球防衛前線基地ファロスの防衛戦力の一環として、4隻以上の同型艦が登場。5インチ砲の代わりに戦術高エネルギーレーザー砲を搭載しているが、オービッドに対する有効打とはならなかった。

### 小説
『日中尖閣戦争』
ひゅうが型護衛艦「ひゅうが」の直衛艦として「あたご」が登場。中国海軍の艦隊から発射された艦対艦ミサイルをすべて撃墜した後に、90式艦対艦誘導弾による攻撃で中国海軍の艦隊を壊滅させる。
『日本国召喚』
全艦登場。パーパルディア皇国との戦争に投入される。
『日本有事「鎮西2019」作戦発動!』
「あしがら」が登場。魚釣島を占拠した中国軍に対して、魚釣島に潜入した水陸機動団の射撃統制を受けながら艦砲射撃を行う。

### ゲーム
『Modern Warships』
プレイヤーが操作できるtier3艦艇として「あしがら」が登場。

### その他
『ウェポン・フロントライン 海上自衛隊 イージス 日本を護る最強の盾』
「あたご」が登場。海上自衛隊の協力で実物の取材が行われており、陸上部隊からの火力支援要請、艦載ヘリコプターによる観測、ヘリコプターからの情報を元に艦砲射撃を開始、弾着修正からの効力射といった対地支援射撃の細かい手順や、その時のCICの様子などが映されている。
『レヴィアス』
海上自衛隊沖縄基地所属の「こんぺき型護衛艦」として登場。沖縄本島周辺で怪獣レヴィアスに対して行われる「ロ1号作戦」に、対レヴィアス用に急造された超音波機雷を搭載して参加する。